# Округ Мартин (Индијана)
Округ Мартин (енгл. Martin County) је округ у америчкој савезној држави Индијана.

## Демографија
По попису из 2010. године број становника је 10.334, што је 35 (-0,3%) становника мање 2000. године.
| Група             | 2000.          | 2010.          |
| Белци             | 10.225 (98,6%) | 10.125 (98,0%) |
| Афроамериканци    | 16 (0,2%)      | 10 (0,1%)      |
| Азијати           | 15 (0,1%)      | 29 (0,3%)      |
| Хиспаноамериканци | 42 (0,4%)      | 70 (0,7%)      |
| Укупно            | 10.369         | 10.334         |